# Bernardo Cólogan y Cólogan-Franchi
Bernardo Jacinto Cólogan y Cólogan-Franchi (La Orotava, 13 de enero de 1847 - Madrid, 30 de julio de 1921), fue un diplomático español.

## Semblanza biográfica
Bernardo Jacinto nació en el Puerto de La Villa de la Orotava, actual Puerto de la Cruz, isla de Tenerife, como segundo hijo del matrimonio formado por Tomás Fidel Cólogan y Bobadilla de Eslaba y Laura Micaela Cólogan-Franchi y Heredia, Marquesa de La Candia. Fueron sus abuelos paternos Bernardo Cólogan y Fallon, Alcalde Real del Puerto, y María del Rosario Bobadilla de Eslaba y Peri. Sus abuelos maternos fueron Juan Antonio de Cólogan y Franchi, VII Marqués del Sauzal y Diputado a Cortes, y María Eustaquia de Heredia y Aspíroz, sobrina del Conde de Alpuente. Realizó sus primeros estudios en el Puerto de la Cruz para luego trasladarse al Seminario de Nobles de Vergara en Guipúzcoa. Marchó luego a París donde perfeccionó la lengua francesa. Luego prosiguió en la Universidad de Oxford donde decidió su incorporación a la carrera diplomática.

## Inicio de la carrera diplomática
A los dieciocho años de edad inició su carrera diplomática siendo nombrado el 11 de noviembre de 1864 joven de lenguas en la legación española de Atenas. Allí sirvió bajo las órdenes del embajador Jorge Zammit y Romero. En ese destino sufrió un trance muy desafortunado que le marcó por muchos años. Fue cuando el mariscal Markos Antonios Rodóstamo (1813-1901), chambelán del rey Jorge I, hizo circular en la corte de Atenas una serie de rumores que mancillaban su honor y su reputación. Cuando Bernardo se enteró acudió a la corte y se presentó ante el rey y ante este señor pidiéndole explicaciones de lo ocurrido. Rodóstamo sólo dio respuestas evasivas, y Bernardo bastante indignado, le dio una bofetada. La cuestión es que esa misma noche se convocó un tribunal de honor, y puesto que no había aportado pruebas fehacientes de los rumores, se acordó que ambos se batieran en un duelo de pistolas del cual salieron ambos ilesos. Evidentemente debió dejar ese destino pero siempre contó con el apoyo del ministro español y otros representantes que avalaron su postura.
Tras ese desgraciado percance ocupó el mismo cargo en Pekín en 1868, donde el mismo reconoció haber aprendido nociones básicas de chino. De 1868 a 1871 fue secretario en la legación de Constantinopla y asistió a la inauguración del canal de Suez.

## Estancia en Caracas (Venezuela)
Su llegada al siguiente destino, Caracas (1871-1875), coincidió con un período convulso de las relaciones entre España y sus colonias en el Caribe, fundamentalmente con Cuba y Puerto Rico. En el caso cubano, los movimientos independentistas de ese país trataron por todos los medios de contagiar la rebeldía contra los intereses de España, y Venezuela no fue una excepción. 
En esa estancia fue notorio el suceso del ataque en abril de 1872 de la fragata acorazada Arapiles. Esta estaba comisionada en La Habana y, mientras desarrollaba labores de vigilancia contra la piratería en las costas venezolanas, quedó averiada en Puerto Cabello, Venezuela. La avería consistió en el desgaste de una de las piezas de soporte del eje de la hélice, que podía hacer que ésta se cayera, además de la posibilidad de producir grandes daños en la bocina. Una vez echaron el ancla y cuando la tripulación se prestaba para pasar unos días de merecido descanso observaron que, de forma sorpresiva, entraba en el puerto un navío americano llamado el Virginius, conocido por otros capitanes como un proveedor habitual de los insurgentes cubanos y, por tanto, considerado como colaborador del enemigo. Este suceso fue uno de los primeros incidentes de cierto calado con los que tuvo que lidiar y el preludio de las pérdidas que España habría de soportar a finales de siglo.

## Primera estancia en México
De 1875 a 1881 fue secretario de primera clase en la legación de México, de 1881 a 1883 fue encargado de negocios, y de 1883 a 1894 ministro residente. Se casó en Veracruz con María del Carmen de Sevilla y Mora, en septiembre de 1876, que era hija del cónsul de España en aquella ciudad. Con ella tuvo dos hijos: Bernardo, también diplomático y Caballero de la Orden Militar de Nuestra Señora de Montesa, y María del Carmen. Ambos hijos fallecieron sin descendencia.

## Segunda estancia en Pekín (China)

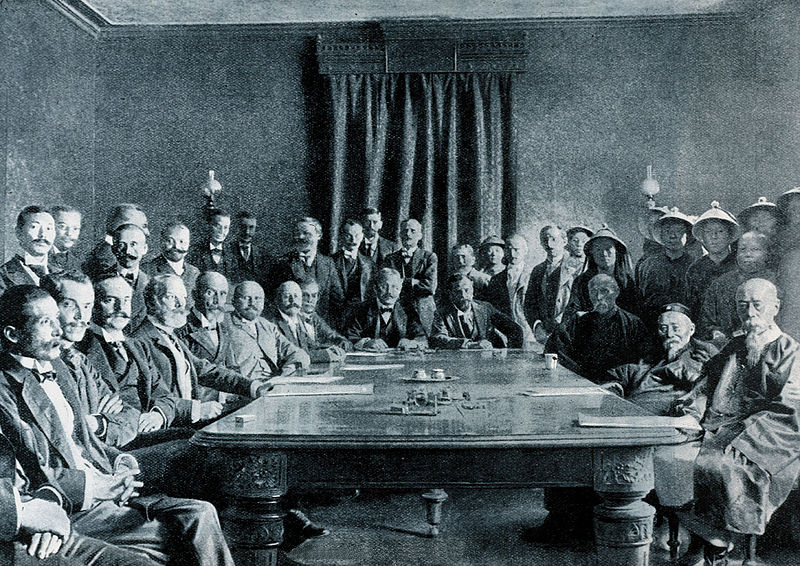
Firma del Protocolo Bóxer. De izquierda a derecha: F.M Knobel de los Países Bajos (solo se ven sus manos); K. Jutaro de Japón; G. S. Raggi de Italia; Joostens de Bélgica; C. von Walhborn de Austria-Hungría; B. J. Cologán de España; M. von Giers de Rusia; A. Mumm del imperio alemán; E. M. Satow del Reino Unido; W. W. Rockhill de los Estados Unidos; P. Beau de Francia; I-Kuang; Li Hongzhang; Príncipe Qing

En 1894 fue enviado a Pekín como Ministro Plenipotenciario, cargo que desempeñó durante el levantamiento de los bóxers de junio de 1900. Tras los 55 días de asedio, lideró las negociaciones entre las potencias occidentales y China. Él, como decano, presidió en la sede de la delegación española un centenar de reuniones que concluyeron con la firma del Tratado de Xinchou o «Protocolo Bóxer», documento que él mismo redactó y firmó. Tras casi un año de negociaciones, el 7 de septiembre de 1901 los países extranjeros fijaron una indemnización global de 450 millones de taeles (67 500 000 dólares), de la que los máximos beneficiarios fueron, por este orden, Rusia, Alemania y Francia. La indemnización que recayó a España, la menor de todas, fue de 388 055 taeles (±0,086% del total).
Aquel mismo día inició la jornada con el siguiente discurso: «Minutas de la tercera conferencia con los plenipotenciarios chinos, celebrada el 7 de septiembre de 1901».

El cuerpo diplomático, compuesto por los ministros de Alemania, Austria-Hungría, Bélgica, España, Francia, Gran Bretaña, Italia, Japón, Holanda, Rusia, y los plenipotenciarios de los Estados Unidos, se reunió a las 11 de la mañana en la legación de España, bajo la presidencia del Sr. de Cólogan, Decano, y añadieron sus firmas al protocolo final de las negociaciones. Los representantes de las potencias estuvieron acompañados de sus secretarios de primera clase, y de los intérpretes de sus legaciones.

El Príncipe Ching y Li-Hung-Chang, plenipotenciarios chinos, estuvieron acompañados por el Sr. Lien Fang, subsecretario de Asuntos Exteriores, y por el Sr. M. Tseng, secretario del gobernador general Li-Hung-Chang, quienes actuaron como intérpretes. Después de que los plenipotenciarios chinos hubieran añadido sus firmas y sellos a las doce copias del Protocolo, los ministros extranjeros también firmaron dichos documentos. Una vez realizado, el Decano de pie, leyó el siguiente discurso:
«Alteza y Excelencia: Acabamos de firmar un documento de gran importancia, que restablece las relaciones de amistad entre las naciones extranjeras y el Imperio chino. Este acto es consecuencia de unos extraordinarios acontecimientos que deseamos no vuelvan a repetirse. Es del todo sincero, el deseo de mis ilustres colegas, y el mío propio, de que en el transcurso del tiempo, estos acontecimientos se sellen con el pasado. Gracias al respeto a la buena fe de las diferentes cláusulas de este protocolo. Será de este modo como China demostrará sus sinceras intenciones de cultivar las mejores relaciones internacionales, y será también de este modo, como el Protocolo podrá dar frutos de buena y cordial amistad en un futuro. Éste es el sincero deseo de los gobiernos y sus representantes aquí presentes, quienes durante las largas negociaciones que se han mantenido con Vds, como plenipotenciarios chinos, han realizado los mejores esfuerzos para demostrar su buena voluntad, haciendo todo tipo de concesiones posibles. Nos satisface haber contribuido a este resultado, y tengo el honor de expresarle a su Alteza, y a Su Excelencia, los más sinceros deseos para la prosperidad, paz y felicidad del Imperio».
El Sr. Morrison tradujo el discurso del Sr. de Cólogan, al cual el Príncipe Ching respondió como sigue, en chino, haciendo M. Lien Fang de intérprete:
«Señores ministros: Es para mí un placer agradecerles, en nombre de mi colega y en el mío propio, por las palabras que su Decano ha pronunciado con motivo de la firma de este importante documento que restablece la normalidad en las relaciones de amistad entre las potencias extranjeras y el gobierno chino. Este documento tiene un papel que desempeñar muy importante; tiene que borrar las consecuencias de los horribles acontecimientos sin precedentes del año pasado, y mantener nuestras relaciones de amistad. Le damos nuestra garantía formal de que dichos actos no volverán a ocurrir jamás. Agradecemos a los representantes de las potencias por la buena voluntad que han manifestado y por las concesiones que nos han hecho en el transcurso de estas largas negociaciones. Recibimos los más sinceros deseos de los soberanos y gobernantes de las potencias. Y deseamos que la paz constante y la perpetua amistad reinen entre nuestros respectivos gobiernos, y que sus Excelencias sean felices y disfruten de una buena salud en el futuro».

Después de estos discursos, el Príncipe Ching y Li-Hung-Chang se retiraron. La reunión terminó a las 11:30.

Su actuación le valió recibir del gobierno español la gran cruz del Mérito Militar con distintivo blanco, que recibió de manos del ministro de Guerra Valeriano Weyler por Real Decreto del 21 de enero de 1902. Y también fue condecorado con la gran cruz de la Orden del Águila Roja de Prusia, la Orden de Santa Ana de primera clase de Rusia, la gran cruz de la Orden de Cristo de Portugal, la gran cruz de la Orden de la Estrella Polar de Suecia, la gran cruz de la Orden de Leopoldo de Bélgica, Gran Oficial de la Legión de Honor de Francia, la Cruz de primera clase de la Orden del Medjidié de Turquía y la Cruz de segunda clase la Orden del Libertador de Venezuela.

## Estancia en Tánger (Marruecos)
De 1902 a 1905 fue ministro plenipotenciario de primera clase en Tánger. Fue representante de España en Washington D. C. de 1905 a 1907, permaneciendo en contacto con el presidente estadounidense Theodore Roosevelt.

## Segunda estancia en México
Fue nombrado embajador en México, cargo que ocupó de febrero de 1907 a 1914. Inició su gestión durante el Porfiriato. Estuvo presente durante el triunfo de la Revolución maderista y la renuncia de Porfirio Díaz. Durante la Decena Trágica fue instigado por su similar estadounidense Henry Lane Wilson quien presionó al cuerpo diplomático para pedir la renuncia del presidente constitucional Francisco I. Madero. A pesar de no estar del todo convencido, Cólogan se dejó llevar por las presiones de Lane Wilson. El 15 de febrero, junto con sus homólogos Paul von Hinzte de Alemania, Francis W. Stronge de Inglaterra, y, por supuesto, Lane Wilson de Estados Unidos, sugirió al presidente Madero renunciar a su cargo:

Sr. Presidente, el Embajador [Lane Wilson] nos ha convocado esta madrugada a los Ministros de Alemania, de Inglaterra y a mí, nos ha expuesto la inmensa gravedad, interior e internacional, y nos ha afirmado no tiene usted otra solución que la renuncia...
15 de febrero de 1913.

El presidente Madero le respondió a la comitiva que «los ministros extranjeros no tienen derecho de injerirse en la política, sé lo que debo hacer y en todo caso, moriré en mi puesto». Cólogan no volvió a Palacio durante el resto de los días de la Decena Trágica. Tiempo después, cuando su homólogo cubano Manuel Márquez Sterling se enteró de los hechos, le increpó su conducta. El 18 de febrero, cuando Madero fue arrestado por Victoriano Huerta y los golpistas, Cólogan se apresuró a visitar al presidente para reconfortarlo. El día 19 recibió órdenes estrictas de España para no reconocer al gobierno golpista, sin embargo, meses más tarde, Alfonso XIII accedió a entablar relaciones con el gobierno de Huerta.
Por la relación que Cólogan mantuvo con Victoriano Huerta tuvo que abandonar el país cuando triunfó la Revolución constitucionalista. La diplomacia española consideró retirarlo para evitar problemas con las autoridades del nuevo gobierno mexicano.

## Estancia en Argentina
Fue trasladado a la legación de Buenos Aires, ejerciendo el cargo de Embajador de España desde 1914 hasta la fecha en la cual se jubiló, teniendo una exitosa actuación diplomática en este país y culminando su carrera de regreso en España.
Murió en Madrid el 30 de julio de 1921.